# Carrus Vega
För andra betydelser, se Vega.
Carrus Vega är en busskaross byggd av det finländska karosseriföretaget Carrus mellan 1997 och 2001. Karossen byggdes i Tammerfors (av före detta Ajokki), i början på Scania L113-chassier och senare framförallt på Volvo B10B-, B10BLE-, B10M- och på slutet även B12BLE-chassier. Den fanns under samma tid även på Scania L94-chassi. Den fanns antingen med högt golv (normalgolv) eller med lågentré (Carrus Vega L). Modellen efterträddes av Volvo 8700, som är en vidareutveckling av Carrus Vega.